# Suquamish
Suquamish é uma Região censo-designada localizada no estado norte-americano de Washington, no Condado de Kitsap.

## Demografia
Segundo o censo norte-americano de 2000, a sua população era de 3510 habitantes.

## Geografia
De acordo com o United States Census Bureau tem uma área de
19,3 km², dos quais 17,7 km² cobertos por terra e 1,6 km² cobertos por água. Suquamish localiza-se a aproximadamente 17 m acima do nível do mar.

## Localidades na vizinhança
O diagrama seguinte representa as localidades num raio de 12 km ao redor de Suquamish.